# Milorad Čavić
Milorad Čavić (* 31. května 1984, Anaheim) je srbský plavec, mnohonásobný medailista z mistrovství Evropy a držitel evropského rekordu na 50 metrů motýlek.
V roce 2008 byl z politických důvodů vyloučen z Mistrovství Evropy v Eindhovenu za to, že měl při slavnostním předávání medailí tričko s nápisem Kosovo je Srbija.